# Pitcairnia mohammadii
Pitcairnia mohammadii är en gräsväxtart som beskrevs av Pierre Leonhard Ibisch och Roberto Vásquez. Pitcairnia mohammadii ingår i släktet Pitcairnia och familjen Bromeliaceae.
Artens utbredningsområde är Bolivia. Inga underarter finns listade i Catalogue of Life.